# Heinrich Pauser
Heinrich Pauser (* 2. Juli 1899 in Offenbach am Main; † 6. Oktober 1989 in Bad Soden am Taunus) war ein deutscher Typograf und Grafiker.

## Leben
Heinrich Pauser studierte an den Technischen Lehranstalten Offenbach bei Ludwig Enders und R. Throll und später in der Werkgemeinschaft von Rudolf Koch. Ab 1924 war er als Grafiker in Worpswede tätig. 1932 siedelte er nach Darmstadt über, ab Mitte der 1930er Jahre ließ er sich in Frankfurt am Main als selbständiger Werbegrafiker nieder.

## Künstlerisches Wirken
Neben frühen Arbeiten, unter anderem für Einbände der Leipziger Buchbinderei Hübel & Denck, ist Heinrich Pauser heute vor allem für seine Schriftentwürfe bekannt. Von ihm entworfene Schriften sind z. B. Schriftarten: Petra (D. Stempel AG, 1954), Semper Antiqua (Genzsch & Heyse 1940), Semper Antiqua halbfett (Genzsch & Heyse 1941), Semper Kursiv (Genzsch & Heyse 1952).
Pauser schuf einen Teil der Textillustrationen (Architektur und Landschaften) in dem Bestseller Große Weltreise. Ein Führer zu den Ländern und Völkern dieser Erde von Alfred E. Johann.